# Canton de Pont-de-Salars
Le canton de Pont-de-Salars est une ancienne division administrative française située dans le département de l'Aveyron, en région Midi-Pyrénées.
Avec le redécoupage cantonal de 2014, la commune de Pont-de-Salars est devenue le bureau centralisateur du nouveau canton de Raspes et Lévezou.

## Géographie
Ce canton était organisé autour de Pont-de-Salars dans l'arrondissement de Rodez. Son altitude variait de 513 m (Flavin) à 984 m (Prades-Salars) pour une altitude moyenne de 712 m.

## Histoire
Le canton était dénommé Canton de Salars au XIXe siècle.

## Représentation

### Conseillers généraux de 1833 à 2015
| Période | Période      | Identité                                                | Étiquette                 | Qualité |
| ------- | ------------ | ------------------------------------------------------- | ------------------------- | --- |
| 1833    | 1836         | François Jaoul (1792-?)                                 | Constitutionnel           | Juge de paix à Salles-Curan Propriétaire à Méjanes, Pont-de-Salars                                                  |
| 1836    | 1842         | Philippe de Bancarel (1785-1857)                        |                           | Propriétaire à Hyars Maire de Sainte-Radegonde                                                                      |
| 1842    | 1845         | François Jaoul                                          |                           | Juge de paix à Salles-Curan Propriétaire à Méjanes, Pont-de-Salars                                                  |
| 1845    | 1857         | François-Régis Viala (1808-1886)                        |                           | Médecin, juge de paix, maire de Pont-de-Salars (1837-1852), conseiller d'arrondissement                             |
| 1857    | 1858         | Jérôme de Bancarel (1827-1907) (fils de Ph.de Bancarel) | Droite                    | Propriétaire du château de Valon à Flavin                                                                           |
| 1858    | 1871         | François-Régis Viala                                    |                           | Médecin et ancien juge de paix et maire de Pont-de-Salars                                                           |
| 1871    | 1883         | Hippolyte Séguret                                       |                           | Médecin, maire de Prades-Salars                                                                                     |
| 1883    | 1889         | Henri Calvet-Rognat                                     | Droite bonapartiste       | Industriel dans l'Eure Député (1885-1889)                                                                           |
| 1889    | 1907         | Germain Durand                                          | Conservateur              | Docteur en médecine, maire de Pont-de-Salars (1892-1912, 1919-1925)                                                 |
| 1907    | 1913         | Justin Fournialis                                       | Conservateur              | Propriétaire au Caussanel, maire de Canet                                                                           |
| 1913    | 1926 (décès) | Bernard Augé                                            | Act.lib.                  | Médecin-Chef des hospices civils Député (1912-1924)                                                                 |
| 1926    | 1940         | Charles Séguret                                         | Conservateur URD puis PSF | Maire de Prades-Salars (1903-1942), conseiller d'arrondissement                                                     |
|         |              |                                                         |                           | |
| 1943    | 1945         | René Sinola                                             |                           | Maire de Canet-de-Salars Membre de la Commission administrative de l'Aveyron Nommé conseiller départemental en 1943 |
|         |              |                                                         |                           | |
| 1945    | 1973         | Jean Amans (1900-1989)                                  | DVD                       | Médecin Maire de Pont-de-Salars (1942-1977)                                                                         |
| 1973    | 1994 (décès) | Gilbert Privat                                          | UDF                       | Médecin Maire de Pont-de-Salars (1977-1994)                                                                         |
| 1994    | 2015         | Alain Pichon (1943-2017)                                | DVG puis SE               | Professeur de biologie Maire de Pont-de-Salars (1995-2001) et (2008-2014) Vice-Président du Conseil Général         |

### Résultats électoraux détaillés
- Élections cantonales de 2004 : Alain Pichon (Divers gauche) est élu au premier tour avec 67,08 % des suffrages exprimés, devant Joséphine Miquel (Divers gauche) (17,23 %) et Guilhem de Colonges (UDF) (9,18 %). Le taux de participation est de 75,87 % (4 056 votants sur 5 346 inscrits)[6].
- Élections cantonales de 2011 : Alain Pichon (Divers gauche) est élu au premier tour avec 50,42 % des suffrages exprimés, devant André Ferrier (Alliance centriste) (21,36 %) et Elian Gaudy  (PS) (12,58 %). Le taux de participation est de 73,52 % (2 041 votants sur 2 776 inscrits)[7].

### Conseillers d'arrondissement (de 1833 à 1940)
| Période                                  | Période      | Identité                                       | Étiquette       | Qualité |
| ---------------------------------------- | ------------ | ---------------------------------------------- | --------------- | --- |
| 1833                                     | 1840 (décès) | Jean Louis Alexis Séguret (1794-1840)          | Constitutionnel | Géomètre, maire de Prades                                                                                   |
| 1840                                     | 1845         | François-Régis Viala                           |                 | Maire de Pont-de-Salars                                                                                     |
| 1845                                     | 1848         | Jean Antoine Joseph Armand Grailhe (1808-1878) |                 | Juge de paix du canton                                                                                      |
| 1848                                     | 1852         | Jean-Baptiste Séguret (1801-1871)              |                 | Géomètre expert, ancien notaire, Salars                                                                     |
| 1852                                     | 1858         | Camille Jean Justin Colomb (1799-1871)         |                 | Magistrat, propriétaire, maire de Flavin (1830-1843, 1851-1861)                                             |
| 1858                                     | 1866 (décès) | Jean-Joseph-Louis Pouget (1816-1866)           |                 | Notaire, maire de Salars                                                                                    |
| 1866                                     | 1874         | Hippolyte Durand                               |                 | Médecin, maire de Salars (1864 à 1871)                                                                      |
| 1874                                     | 1880         | M. Fabre                                       |                 | Géomètre expert au Pouget                                                                                   |
| 1880                                     | 1886         | Hippolyte Durand                               |                 | Médecin à Salars                                                                                            |
| 1886                                     | 1892         | Hippolyte Devic                                |                 | Officier de marine en retraite, Pont-de-Salars                                                              |
| 1892                                     | 1898         | Auguste Vernhet                                |                 | Notaire à Pont-de-Salars                                                                                    |
| 1898                                     | 1910         | Louis Bousquet                                 |                 | Maire d'Agen-d'Aveyron de 1892 à 1911                                                                       |
| 1910                                     | 1919         | Émile Vidal                                    |                 | Adjoint au maire puis maire de Pont-de-Salars                                                               |
| 1919                                     | 1926         | Charles Séguret                                | Libéral         | Maire de Prades-Salars                                                                                      |
| 1926                                     | 1934         | Daniel Gary                                    | Droite          | Propriétaire, maire de Flavin                                                                               |
| 1934                                     | 1940         | Joseph Médard                                  | Droite          | Maire du Vibal de 1929 à 1945                                                                               |
| 1940                                     |              |                                                |                 | Les conseils d'arrondissement ont été suspendus par la loi du 12 octobre 1940 et n'ont jamais été réactivés |
| Les données manquantes sont à compléter. |              |                                                |                 | |

## Composition
Le canton de Pont-de-Salars, d'une superficie de 245 km2, était composé de huit communes
.
| Nom             | Code Insee | Intercommunalité       | Superficie (km2) | Population (dernière pop. légale) | Densité (hab./km2) |
| --------------- | ---------- | ---------------------- | ---------------- | --------------------------------- | ------------------ |
| Agen-d'Aveyron  | 12001      | CC du Pays de Salars   | 22,35            | 1 067 (2014)                      | 48                 |
| Arques          | 12010      | CC du Pays de Salars   | 11,29            | 125 (2014)                        | 11                 |
| Canet-de-Salars | 12050      | CC de Lévézou Pareloup | 29,97            | 426 (2014)                        | 14                 |
| Flavin          | 12102      | CC du Pays de Salars   | 50,77            | 2 308 (2014)                      | 45                 |
| Pont-de-Salars  | 12185      | CC du Pays de Salars   | 44,90            | 1 654 (2014)                      | 37                 |
| Prades-Salars   | 12188      | CC du Pays de Salars   | 30,55            | 291 (2014)                        | 9,5                |
| Trémouilles     | 12283      | CC du Pays de Salars   | 28,83            | 506 (2014)                        | 18                 |
| Le Vibal        | 12297      | CC du Pays de Salars   | 25,92            | 501 (2014)                        | 19                 |

## Démographie

### Évolution démographique
| 1962  | 1968  | 1975  | 1982  | 1990  | 1999  | 2006  | 2011  | 2012  |
| ----- | ----- | ----- | ----- | ----- | ----- | ----- | ----- | ----- |
| 5 531 | 5 256 | 5 269 | 5 652 | 5 962 | 6 110 | 6 560 | 6 800 | 6 788 |

### Âge de la population
La pyramide des âges, à savoir la répartition par sexe et âge de la population, du canton de Pont-de-Salars en 2009 ainsi que, comparativement, celle du département de l'Aveyron la même année sont représentées avec les graphiques ci-dessous.
La population du canton comporte 50,9 % d'hommes et 49,1 % de femmes. Elle présente en 2009 une structure par grands groupes d'âge similaire à celle de la France métropolitaine.
Il existe en effet 96 jeunes de moins de 20 ans pour cent personnes de plus de 60 ans, alors que pour la France l'indice de jeunesse, qui est égal à la division de la part des moins de 20 ans par la part des plus de 60 ans, est de 1,06. L'indice de jeunesse du canton est par contre supérieur à celui  du département (0,67) et à celui de la région (0,89).
| Hommes | Classe d’âge | Femmes |
| ------ | ------------ | ------ |
| 0,3    | 90 ans ou +  | 1,1    |
| 8,2    | 75 à 89 ans  | 11,1   |
| 14,8   | 60 à 74 ans  | 15,0   |
| 21,9   | 45 à 59 ans  | 20,6   |
| 20,9   | 30 à 44 ans  | 20,6   |
| 13,8   | 15 à 29 ans  | 12,9   |
| 20,1   | 0 à 14 ans   | 18,7   |

| Hommes | Classe d’âge | Femmes |
| ------ | ------------ | ------ |
| 0,6    | 90 ans ou +  | 1,7    |
| 10,2   | 75 à 89 ans  | 14,2   |
| 16,9   | 60 à 74 ans  | 17,5   |
| 21,6   | 45 à 59 ans  | 20,3   |
| 18,9   | 30 à 44 ans  | 17,8   |
| 15,1   | 15 à 29 ans  | 13,4   |
| 16,7   | 0 à 14 ans   | 15,1   |